# Mindaugas Baršauskas
Mindaugas Baršauskas (* 3. Januar 1980 in Prienai) ist ein litauischer Dartspieler.

## Karriere
Baršauskas spielt seit 2015 vereinzelt auf Turnieren der British Darts Organisation. Er nahm 2016 erstmals am WDF Europe Cup und am World Masters teil. Seit 2018 ist Barauskas spielt er auch die PDC Nordic & Baltic Tour, wo er einmal ein Halbfinale erreichte. Er versuchte 2019 bei der PDC Qualifying School erfolglos eine Tourkarte zu bekommen. Zusammen mit Darius Labanauskas vertrat er Litauen beim World Cup of Darts 2019, wo das Duo jedoch in Runde 1 gegen Neuseeland mit 1:5 verlor. Ein Jahr später lief es für die beiden Litauer erfolgreicher und das Duo konnte nach einem Sieg über Gibraltar die zweite Runde erreichen, wo sie schließlich an den Engländern scheiterten. Auch auf der European Darts Tour 2020 debütierte Baršauskas, als er den Nordic & Baltic Qualifier für den European Darts Grand Prix 2020 in Sindelfingen gewann. Dort unterlag er nur knapp Mervyn King in seinem ersten Spiel.
Bei seiner dritten Teilnahme an der PDC Qualifying School 2021 schaffte es Baršauskas in die Final Stage. Dort gelang es ihm allerdings nicht, sich eine Tour Card zu sichern. Er nahm daraufhin an der European Challenge Tour und der PDC Nordic & Baltic Tour teil, erreichte jedoch auf beiden Touren keinen nennenswerten Erfolg. Beim World Cup of Darts 2021 gewannen er und Labanauskas zunächst gegen Ungarn, bevor sie sich gegen Wales geschlagen geben mussten. Baršauskas verlor sein Einzel gegen Gerwyn Price mit 2:4.
2022 nahm Baršauskas erneut an der Q-School teil. Trotz Teilnahme an der Final Stage verfehlte er jedoch auch dieses Jahr die Tour Card. Somit versuchte er es bei der Q-School 2023 erneut, schied jedoch dieses Mal bereits in der First Stage aus.
Ende September 2023 war Baršauskas Teil des litauischen Teams beim WDF World Cup. Im Einzel und im Doppel zusammen mit Mindaugas Viskontas gewann er dabei ein Spiel. Im Team schaffte er es in die K.o.-Phase, wo man gegen Dänemark verlor.
Auch 2024 ging Baršauskas bei der Q-School an den Start, gewann dabei aber in diesem Jahr nur ein Spiel und schied somit in der First Stage aus. Beim WDF Europe Cup 2024 Ende September erreichte Baršauskas im Einzel und im Doppel mit Darius Labanauskas jeweils die zweite Runde. Auch als Team erreichte Litauen einen Sieg in der Gruppenphase, was aber nur für Rang vier reichte. Die darauffolgende Saison auf der PDC Nordic & Baltic Tour erreichte Baršauskas ein Viertelfinale. Außerdem ging er erneut mit Darius Labanauskas beim World Cup of Darts 2024 an den Start. Sie verloren aber gegen William O’Connor und Keane Barry aus Irland und Pupo Teng-lieh und Lu An-sheng aus Chinesisch Teipeh.
Bei der Q-School 2025 gewann Baršauskas zwei Spiele, konnte aber keinen Punkt für die Rangliste erzielen und schied in der First Stage aus.